# Болховский, Василий Михайлович
Князь Василий Михайлович Болховский — воевода во времена правления Михаила Фёдоровича.                   Рюрикович в XXIV колене, из княжеского рода Болховские.
Единственный сын князя Михаила Семёновича Болховского.

## Биография
Воевода в Кадоме (1615). Указано ему сменить Перфилия Ивановича Секирина и быть воеводою в Арзамасе (1621-1622). Воевода в Уржуме (1624-1628). При путешествии Государя в Симонов монастырь оставался в Москве для её бережения (31 июля 1626). Дворянин московский (1627-1640). Воевода во Владимире (1630-1631). Поздравлял Государя с Пасхой (21 апреля 1633). По росписи охраны Москвы, назначен стоять воеводой у Трубы (24 июля 1633). Владел двором в Муроме (1637). Находился воеводой у засеки — Щегловские ворота (1638). Имел двор в Москве на Покровке у Николы Чудотворца (1638). Второй воевода на Крапивне (1641-1642), первый воевода там же (с 17 сентября 1642).
По родословной росписи показан бездетным.